# Hollardia hollardi
Hollardia hollardi és una espècie de peix de la família dels triacantòdids i de l'ordre dels tetraodontiformes.

## Morfologia
- Els mascles poden assolir 11,5 cm de longitud total.[4][5]

## Hàbitat
És un peix marí i d'aigües profundes que viu entre 230-915 m de fondària.

## Distribució geogràfica
Es troba des de Bermuda i Florida (Estats Units) fins al nord de Sud-amèrica.

## Observacions
És inofensiu per als humans.